# Comuna Forotic, Caraș-Severin
Forotic este o comună în județul Caraș-Severin, Banat, România, formată din satele Brezon, Comorâște, Forotic (reședința) și Surducu Mare.

## Demografie
Componența etnică a comunei Forotic
     Români (86,76%)
     Romi (2,82%)
     Alte etnii (0,81%)
     Necunoscută (9,61%)
Componența confesională a comunei Forotic
     Ortodocși (73,99%)
     Greco-catolici (7,46%)
     Penticostali (4,5%)
     Baptiști (1,88%)
     Romano-catolici (1,55%)
     Alte religii (0,74%)
     Necunoscută (9,88%)
Conform recensământului efectuat în 2021, populația comunei Forotic se ridică la 1.488 de locuitori, în scădere față de recensământul anterior din 2011, când fuseseră înregistrați 1.708 locuitori. Majoritatea locuitorilor sunt români (86,76%), cu o minoritate de romi (2,82%), iar pentru 9,61% nu se cunoaște apartenența etnică. Din punct de vedere confesional, majoritatea locuitorilor sunt ortodocși (73,99%), cu minorități de greco-catolici (7,46%), penticostali (4,5%), baptiști (1,88%) și romano-catolici (1,55%), iar pentru 9,88% nu se cunoaște apartenența confesională.

## Politică și administrație
Comuna Forotic este administrată de un primar și un consiliu local compus din 11 consilieri. Primarul, Alexandru Sporea[*], de la Partidul Național Liberal, este în funcție din octombrie 2020. Începând cu alegerile locale din 2024, consiliul local are următoarea componență pe partide politice:
|  | Partid                          | Consilieri | Componența Consiliului | Componența Consiliului | Componența Consiliului | Componența Consiliului | Componența Consiliului | Componența Consiliului | Componența Consiliului |
|  | ------------------------------- | ---------- | ---------------------- | ---------------------- | ---------------------- | ---------------------- | ---------------------- | ---------------------- | ---------------------- |
|  | Partidul Național Liberal       | 7          |                        |                        |                        |                        |                        |                        |                        |
|  | Partidul Social Democrat        | 2          |                        |                        |                        |                        |                        |                        |                        |
|  | Alianța pentru Unirea Românilor | 1          |                        |                        |                        |                        |                        |                        |                        |
|  | Forța Dreptei                   | 1          |                        |                        |                        |                        |                        |                        |                        |

## Personalități născute aici
- Paul Miclău (1931 - 2011), scriitor, traducător.

## Legături externe

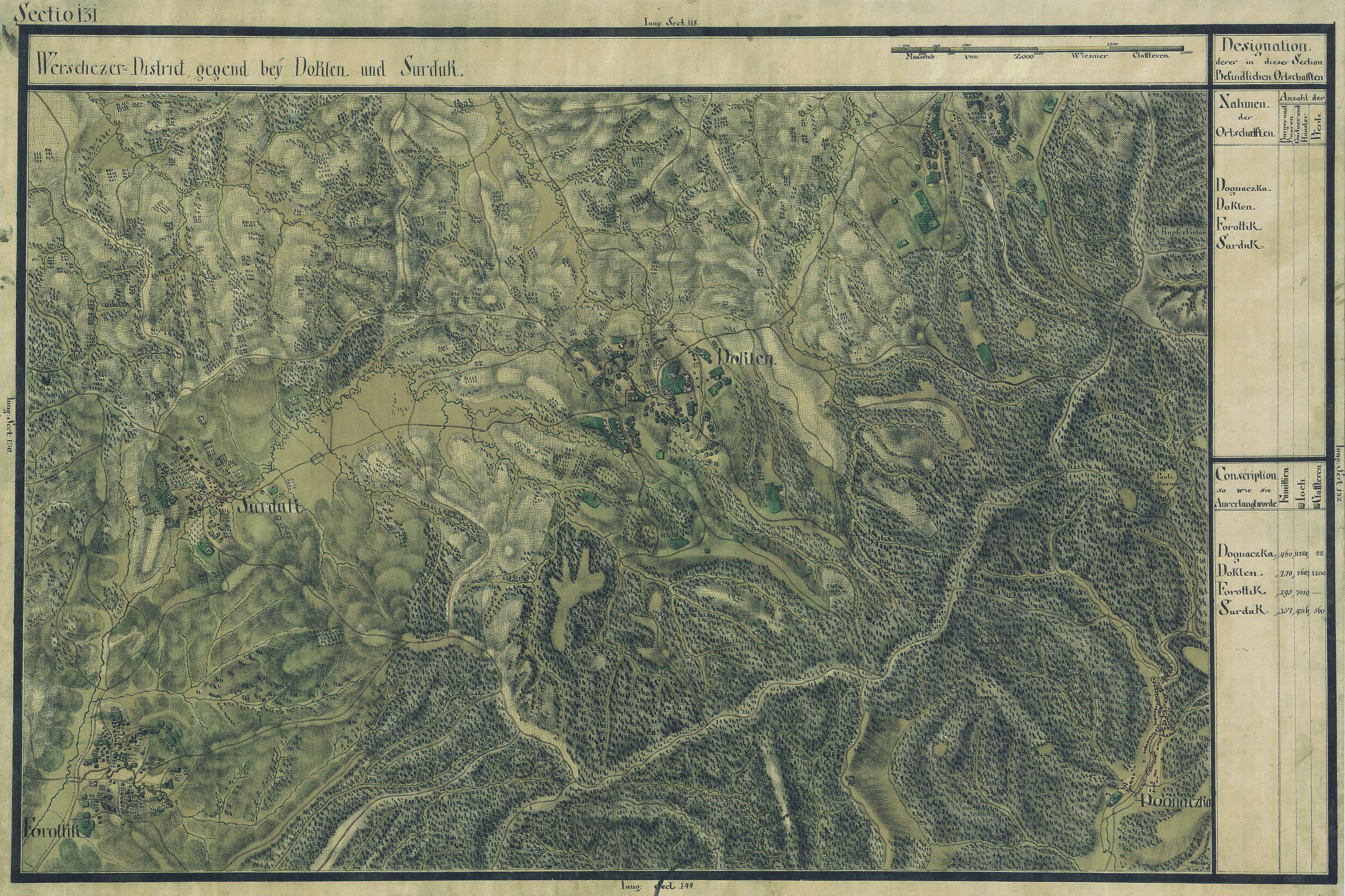
Forotic în Harta Iosefină a Banatului, 1769-72

## Vezi și
- Biserica de lemn din Surducu Mare